# Ungaikyō

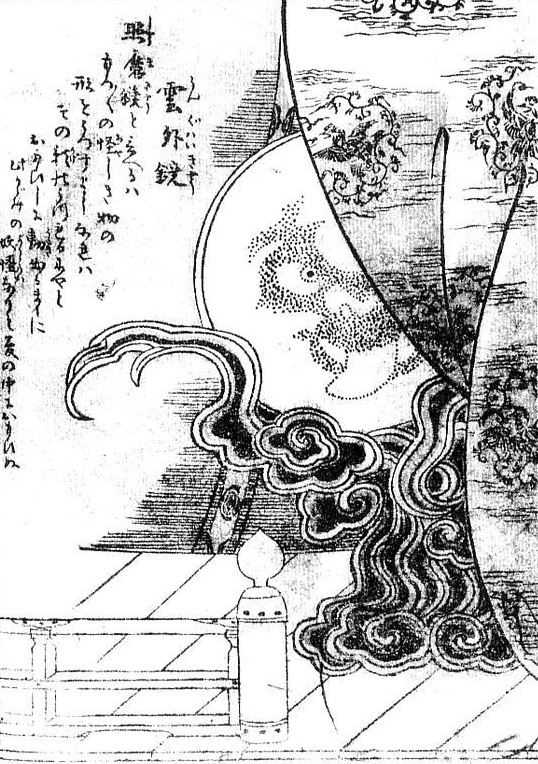
L’ungaikyō tel qu’illustré par Toriyama.

L’ungaikyō (雲外鏡, miroir au-dessus des nuages) est un yōkai du folklore japonais, figurant dans les travaux de recensement des yōkai de l’artiste ukiyo-e Sekien Toriyama. La planche ungaikyō apparaît au troisième tome de son œuvre Gazu Hyakki Tsurezure Bukuro qui détaille de nombreux autres tsukumogami.

## Description
Dans sa légende de l’illustration ci-contre, Toriyama décrit l’ungaikyō comme une sorte de shōmakyō (照魔鏡), un miroir ayant la capacité de révéler la réelle nature d’un démon ou d’un humain possédé. Dans son roman Conte illustré des enchanteresses des Trois Royaumes (絵本三国妖婦伝, ehon sangoku yōfu den), Takai Ranzan décrit comment Daji, la concubine délurée de Di Xin a été démasquée comme étant un renard à neuf queues grâce à un shōmakyō. On retrouve aussi le shōmakyō parmi les nombreuses légendes citées dans le Shanhaijing.
En tant que tsukumogami, l’ungaikyō − qui n’est à la base qu’un simple miroir − se transforme une fois atteint l’âge de cent ans. Il possède alors le pouvoir d’un shōmakyō, en plus de pouvoir manipuler la personne qui s’y reflète.
Dans son ouvrage Yôkai, Dictionnaire des monstres japonais, Shigeru Mizuki dit que si l’on remplit un plateau de cristal d’eau lors de l’o-tsukimi, et que l’on se sert de cette eau pour dessiner un yōkai sur un miroir, alors ce yōkai possèdera le miroir, faisant de ce dernier un ungaikyō.
Dans les livres de fantômes pour enfants, le thème de l’ungaikyō est souvent représenté par un tanuki qui porte un miroir sur son ventre, cette dernière représentation étant fortement influencée par la série de films Yōkai daisensō (ja), dont le remake The Great Yokai War est paru en 2005.